# Jogos Olímpicos Nacionais
Os Jogos Olímpicos Nacionais foram um evento desportivo português realizado nos inícios do século XX e organizado pela Liga Sportiva de Trabalhos Eclécticos e a Sociedade Promotora da Educação Física Nacional. Este evento incluía futebol, atletismo, entre outros.

## Modalidades

### Atletismo
Vencedores:
- 1911: CIF
- 1912: Sporting
- 1913: CIF

### Futebol
Aqui listam as finais dos eventos de futebol.
| Edição      | Sede   | Data                | Campeão | Resultado   | Finalista | Estádio               |
| ----------- | ------ | ------------------- | ------- | ----------- | --------- | --------------------- |
| I           | Lisboa | 19 de junho de 1910 | Benfica | 2–1         | Belenense | Campo da Feiteira     |
| II          | Lisboa | 18 de junho de 1911 | CIF     | 5–0         | Benfica   | Desconhecido          |
| III         | Lisboa | 19 de maio de 1912  | Benfica | 5–1         | CIF       | Campo das Laranjeiras |
| IV          | Lisboa | junho de 1913       | Benfica | Não começou | Sporting  | Desconhecido          |
| Referência: |        |                     |         |             |           |                       |